# Rust im Tullnerfeld
Rust im Tullnerfeld ist eine Ortschaft und als Rust eine Katastralgemeinde der Gemeinde Michelhausen im Bezirk Tulln in Niederösterreich.

## Geografie
Am rechten Ufer der Perschling liegt der Ort Rust im Tullnerfeld, der zugleich die größte Katastralgemeinde von Michelhausen ist.

## Geschichte
Erstmals in einer Urkunde Herzog Leopolds VI. vom 12. November 1219 erwähnt, unter stand der Ort seit dem 9. Jahrhundert dem Bistum Regensburg, die ihn 1635 an Willibald Manner, einem Pfleger des Bistums, verkauften. Damals hatte der Ort etwa 400 Einwohner. 1644 erwarb Franziska Gräfin Palffy, die Besitzerin der Herrschaft Neulengbach, den Ort.
Zu Beginn des 14. Jahrhunderts war in Rust ein Ansitz der Edlen von Rust entstanden, die auch die Ruster Kirche stifteten, wie die Inschrift der Grabplatte Ulrichs von Rust (gest. 1455) in der Pfarrkirche belegt. Vom ehemaligen Ansitz sind noch der Meierhof und die Mühle an der Perschling erhalten.
Durch die Lage an der Donau und der Perschling war die Region oftmals von schweren Überschwemmungen betroffen. Die Lage verbesserte sich erst durch die 1901 begonnene Regulierung der Perschling. Dennoch musste die Ortschaft wegen des Hochwassers in Mitteleuropa per 16. September 2024 evakuiert werden.
Laut Adressbuch von Österreich waren im Jahr 1938 in der Ortsgemeinde Rust ein Fleischer, zwei Gastwirte, zwei Gemischtwarenhändler, eine Milchgenossenschaft, eine Mühle, ein Schmied, zwei Schuster, ein Wagner, ein Zuckerbäcker und mehrere Landwirte ansässig. Weiters gab es außerhalb des Ortes eine Ziegelei.
Die Freiwillige Feuerwehr Rust sorgt für die Sicherheit in der Katastralgemeinde.
Die Gemeinde Rust bestand seit 1850 und schloss sich 1972 der Großgemeinde Michelhausen an.

## Persönlichkeiten
- Leopold Figl (1902–1965), Bundeskanzler und Landeshauptmann